# Mooney M20R
Le Mooney M20R Ovation a été introduit à partir de 1994 comme réponse aux nombreux rétrofits de modèles M20 plus anciens avec des moteurs plus puissants.
Le modèle Ovation2 a été produit à partir de 2000 notamment avec une hélice spécialement conçue permettant d'améliorer ses performances et d'atteindre une vitesse de 190 nœuds. Son moteur de 6 cylindres délivre 280 ch à 2 500 tr/min.
Le modèle Ovation3 se distingue principalement par sa puissance accrue avec un moteur poussé à 310 ch qui en fait l'avion Mooney le plus puissant et lui permet d'obtenir d'excellentes performances à des altitudes comprises entre 5 000  et   8 000 pieds.
Il s'agit d'un avion de tourisme de 4 places, à train rentrant, extrêmement performant, avec une cabine un peu exigüe. Il est équipé d'une avionique Garmin G1000 avec des options telles que dégivrage TKS et climatisation.
En 2017, il est remplacé par le Mooney M20U Ovation Ultra.